# Atimura subapicalis
Atimura subapicalis är en skalbaggsart som beskrevs av Stefan von Breuning 1949. Atimura subapicalis ingår i släktet Atimura och familjen långhorningar. Inga underarter finns listade.